# Кевин Тај
Џон Кевин Фишбурн (енгл. Jon Kevin Fishburn; рођен 13. августа 1944. у Лос Анђелесу, Калифорнија), познатији као Кевин Тај (енгл. Kevin Tighe), амерички је филмски и ТВ глумац, продуцент и редитељ.
Најпознатији по улогама Франка Тилмана у Друмска кафана, Рој Десото у Хитној помоћи! (1972—1979) и Ентони Купер (отац Џона Лока) у ТВ серији Изгубљени. Појавио се и у филмовима K-9 (1989), Других 48 сати (1990), Шта изједа Гилберта Грејпа (1993), Џеронимо (1993), Жад (1995), Мој крвави дан заљубљених (2009).